# Heinrich Müller-Bargloy
Heinrich Müller-Bargloy (* 12. August 1902 in Bargloy, Kreis Oldenburg-Land; † 3. August 1972 in Wildeshausen) war ein deutscher Politiker (CDU) und Mitglied des Niedersächsischen Landtages.

## Leben
Nach dem Besuch der Volksschule in Holzhausen von 1909 bis 1912 ging Müller-Bargloy auf ein Delmenhorster Gymnasium, das er nach erworbener mittlerer Reife 1918 verließ. In der Folge besuchte er von 1919 bis 1920 die Wildeshausener Landwirtschaftsschule. Ab 1919 half er auf dem landwirtschaftlichen Betrieb seiner Eltern mit, den er im Jahr 1927 übernahm und als selbstständiger Landwirt bewirtschaftete.
Von 1924 bis 1933 war Müller-Bargloy Mitglied im Stahlhelm. Zum 1. Mai 1933 trat er in die NSDAP ein (Mitgliedsnummer 3.174.391). Im Reichsnährstand war er Ortsbauernschaftsleiter („Ortsbauernführer“). 1934 wurde er Mitglied im NSKK. Von 1942 bis 1945 war er in der NSV. Von 1939 bis 1945 war er im Reichsluftschutzbund (zuletzt als Untergruppenführer). 1943 war er in der Betriebswirtschaftlichen Arbeitsgemeinschaft (zuletzt als Vorsitzender). Von Winter 1943 bis Kriegsende war er im Kriegseinsatz. 
Am 10. November 1948 wurde Müller-Bargloy vom Entnazifizierungs-Hauptausschuss Landkreis Oldenburg in Kategorie V entnazifiziert.
Müller-Bargloy war kirchlich engagiert; so war er Mitglied der Landessynode in den Jahren 1951 bis 1964 in der Landeskirche Oldenburg, zudem war er in Kirchenrat und Kirchenvorstand aktiv.
Im Jahr 1948 wurde er Mitglied des Rates der Stadt Wildeshausen, seit 1952 war er zudem Abgeordneter des Kreistages. Er wurde stellvertretender Landrat und wirkte in der Stadt Wildeshausen in den Jahren 1962–1965 als Bürgermeister. 
Heinrich Müller-Bargloy war vom 6. Mai 1955 bis 20. Juni 1970 Mitglied des Niedersächsischen Landtages (3. bis 6. Wahlperiode). 